# Elín Ortiz
Elín Ortiz (Ponce, Puerto Rico, 14 de diciembre de 1934-Miami, Florida, 12 de junio de 2016) fue un actor, productor de televisión y comediante puertorriqueño.

## Primeros años
Ortiz nació en Ponce, Puerto Rico, el 14 de diciembre de 1934. Hijo único de don Blas y doña Hortensia, vivió una niñez de estrechez económica pero abundante en amor. De su padre, un picador de caña y vendedor de refresco, aprendió el afán de superación y a dormir tres o cuatro horas diarias. De su madre heredó el amor por la vida y la dedicación.
Elín cursó estudios primarios en la escuela Mercedes P. Serrallés, en el barrio Calzada, en Ponce. A los siete años descubrió sus inclinaciones artísticas cuando conoció al negro "Américo", atracción de las celebraciones "Veladas del muerto" en la Ciudad Señorial.
Sus estudios secundarios los llevó a cabo en la Escuela Superior de Ponce. A los 16 años se trasladó a San Juan, donde estudió en la Universidad de Puerto Rico. Allí hizo un bachillerato en historia con concentración en teatro; esto a pesar de que sus padres querían que fuese abogado. En sus años de estudiante universitario formó parte del elenco de obras teatrales como Dama boba, a familia del secreto bien guardado, La muerte y Los justos.

## Carrera
Ortiz comenzó su carrera como actor de telenovela en Puerto Rico, compartiendo créditos con personalidades tales como Walter Mercado, Alicia Villamil y muchos otros.
Durante la década de 1970, participó en varias telenovelas de la época.
En 1985, regresó brevemente como comediante, esta vez en un show patrocinado por Budweiser, en La Taberna de Budweiser, junto a Machuchal. Ortiz trabajó la mayor parte de su carrera en WAPA-TV.

## Vida personal y matrimonio
Elín Ortiz estuvo casado brevemente con la cantante y bailarina Iris Chacón durante la década de 1970. En 1978 se casó con la cantante Charytín Goico, una dominicana que había vivido en Puerto Rico desde hace muchos años. En 1979 nació su primer hijo, Shalim. A finales de la década de 1980, la pareja se mudó a una mansión en Miami, Florida. En 1991, la pareja tuvo mellizos, un niño y una niña.
Ortiz padecía diabetes y Alzheimer; era el portavoz de varias organizaciones relacionadas con la diabetes en Puerto Rico y los Estados Unidos.
Falleció en Miami, Florida, a la edad de 81 años.